# Enchelyurus flavipes
Enchelyurus flavipes är en fiskart som beskrevs av Peters, 1868. Enchelyurus flavipes ingår i släktet Enchelyurus och familjen Blenniidae. Inga underarter finns listade i Catalogue of Life.